# Asynapteron contrarium
Asynapteron contrarium là một loài bọ cánh cứng trong họ Cerambycidae.